# Шомон (Орн)
Шомон (фр. Chaumont) насеље је и општина у северној Француској у региону Доња Нормандија, у департману Орн која припада префектури Аржантан.
По подацима из 2011. године у општини је живело 175 становника, а густина насељености је износила 8,97 становника/km². Општина се простире на површини од 19,51 km². Налази се на средњој надморској висини од 300 метара (максималној 304 m, а минималној 189 m).

## Демографија
| 1962. | 1968. | 1975. | 1982. | 1990. | 1999. | 2011. |
| ----- | ----- | ----- | ----- | ----- | ----- | ----- |
| 157   | 190   | 152   | 134   | 120   | 146   | 175   |

График промене броја становника у току последњих година